# Paul Méfano
Paul Méfano, né le 6 mars 1937 à Bassorah (Irak) et mort le 15 septembre 2020 à Chilly-Mazarin (Essonne), est un directeur musical et compositeur français, fondateur de l'Ensemble 2e2m.

## Biographie
Paul Méfano a fait ses études musicales à l'École normale de musique, puis au Conservatoire de Paris avec Darius Milhaud. Sa formation se complète à Bâle avec Pierre Boulez, Karlheinz Stockhausen et Henri Pousseur, puis à Paris dans la classe d'Olivier Messiaen.
De 1966 à 1968, il séjourne aux États-Unis, puis en 1969, il est à Berlin.
En 1970, revenu en France, il compose, puis en 1972, il crée l'Ensemble 2e2m qu'il dirige, et avec lequel il enregistre une quarantaine de disques.
De 1972 à 1988, il est directeur du Conservatoire de Champigny-sur-Marne, puis professeur de composition et d'orchestration au Conservatoire national supérieur de musique de Paris jusqu'en 2002.
De 1996 à 2005, il dirige le conservatoire de Versailles.
Il meurt à l'âge de 83 ans le 15 septembre 2020 à Chilly-Mazarin (Essonne), et est inhumé au cimetière communal.

## Prix
- 1982 : Grand prix national de la musique

## Distinctions
- 1980 : Chevalier de l'ordre national du Mérite
- 1985 : Commandeur de l'ordre des Arts et des Lettres
- 2020 : Coup de coeur musique contemporaine de l'Académie Charles-Cros[3].

## Œuvres
- 1956 : Évocations à l’usage des jeunes filles, pour piano
- 1957 : Croquis pour un adolescent, pour piano
- 1958 : L’âge de la Vie, pour soprano, cor et harpe, sur un poème de Paul Éluard
- 1958 : Trois chants crépusculaires pour soprano, 3 saxophones, 3 percussions (+ piano), 3 violoncelles, sur un texte du compositeur - durée 10 min
- 1958 : Cinq pièces pour 2 violons - durée 12 min
- 1958 : Involutive pour petite clarinette en mi bémol - durée 4 min 47 s
- 1959 : Estampes japonaises pour soprano, 2 flûtes, 2 saxophones (ossia clarinettes), piano, célesta/glockenspiel, quatuor à cordes - durée 6 min ; Estampes japonaises pour voix de coloratura et piano ; Estampes japonaises pour flûte et piano - durée 7 min 40 s
- 1959 : Variations libres et Danse bulgare de Bela Bartok, deux versions pour orchestre à cordes
- 1960 : Incidences pour orchestre par 3 - durée 15 min
- 1960 : Chants crépusculaires pour voix et piano (réduction) - durée 15 min
- 1962 : Madrigal pour 3 voix de femmes, flûte, piano et 3 percussionnistes - durée 18 min 36 s
- 1962 : Captive pour un flûtiste (extrait de Madrigal) - durée 2 min 23 s
- 1962 : 5 mélodies pour soprano et ensemble de chambre - durée 18 min 47 s
- 1964 : Paraboles pour soprano et orchestre, sur des poèmes d’Yves Bonnefoy - durée 21 min
- 1964 : Que l’oiseau se déchire en sables… trio pour voix de femme, clarinette la et un percussionniste (extrait de Paraboles) - durée 3 min 53 s
- 1966 : Interférences pour piano, cor et petit ensemble - durée 10 min 34 s
- 1968 : Lignes, basse noble et 15 instruments, sur un texte du compositeur - durée 7 min 40 s
- 1970 : La Cérémonie, sur un texte du compositeur - durée 15 min
- 1972 : La Messe des Voleurs - durée 4O min
- 1972 : Signes/oubli, pour 22 musiciens - durée 8 min 7 s
- 1972 : N pour flûtiste, dispositif, modulateur en anneaux et sons fixés – durée 23 min 30 s
- 1974 : Would you like it pour ensemble variable - durée variable
- 1974 : They pour un chanteur et sons fixés - durée 23 min 24 s
- 1974 : Ondes, espaces mouvants pour 10 musiciens - durée 13 min 45 s
- 1974 : À Bruno Maderna violoncelle solo, 11 cordes et sons fixés - durée 23 min 15 s
- 1974 : Signes/Oubli pour ensemble instrumental
- 1976 : Mouvement calme pour quatuor ou orchestre à cordes - durée 7 min 35 s
- 1976 : Motet à 6 voix mixtes. Placebo Domino in Regione Vivorum
- 1976 : Éventails pour flûte basse amplifiée - durée 9 min 55 s
- 1978 : Micromégas, action lyrique en 7 tableaux (d'après Voltaire) - durée 1 h 20 min
- 1978 : Scène 3, extrait de l'opéra Micromégas - durée 12 min
- 1978 : Voyager, intermède dans Micromégas, pour ensemble instrumental - durée 7 min 20 s
- 1978 : Gradiva pour flûte  octobasse et sons fixés – durée 24 min 15 s

- 1978 : Périple pour saxophone(s) - durée 9 min 20 s (3 min à env. 20 min)
- 1978 : Périple à 2 pour 2 saxophones - durée 8 min 35 s
- 1978 : Périple à 4 pour 4 saxophones - durée 6 min
- 1980 : Traits suspendus, flûte octobasse – durée 3 min 13 s
- 1984 : Douce Saveur, pour voix de basse, C.A, et tuba, sur un texte de Nathalie Mefano
- 1986 : Ensevelie, pour flute et échantillonneur - durée 8 min 16 s
- 1986 : Tige, pour saxophone ou clarinette
- 1990 : Scintillante, pour basson et clavier MIDI - durée 11 min
- 1991 : Mémoire de la porte blanche, pour piano - durée 4 min 50 s
- 1992 : La Matrice des vents, pour sho et bande - durée 25 min 30 s
- 1992 : Asahi pour hautbois et dispositif - durée 4 min 25 s
- 1993 : Dragonbass pour voix de basse, 2 saxophones et synthétiseur - durée 13 min 40 s
- 1995 : Mon ami Émile, une interprétation des valses de Waldteufel
  - 1er cahier : Amour et printemps - Les patineurs – Violettes, pour flûte, clarinette, piano et quatuor à cordes - durée 25 min
  - 2e cahier : Roses et Marguerites - Valse de la poupée - Sirènes – Madeleine, pour flûte, clarinette, piano, harmonium et quatuor à cordes - durée 35 min
- 1996 : Deux mélodies pour soprano, mezzo-soprano, saxophone, clarinette basse, alto, sur un texte du compositeur - durée 6 min 30 s
- 1996 : Alone pour violon - durée 7 min
- 1998 : Hélios pour flûte alto et trio à cordes - durée 27 min 9 s
- 1999 : Erwartung d'Arnold Schoenberg, réduction pour ensemble de 17 musiciens Michel Decoust/Paul Mefano
- 2000 : Étrange/arrêtée/seule froissée pour 2 flutes, violon, violoncelle et percussions - durée 9 min
- 2000 : ...s'égrainent comme le vent pour voix, 2 flûtes, violon, violoncelle, et percussion, sur un texte du compositeur - durée 9 min
- 2001 : Luftklang pour sons fixés 8 pistes – durée 22 min 50 s
- 2001 : Tronoën pour violoncelle seul - durée 9 min 5 s
- 2003 : Jades pour flûte, clarinette, guitare et 2 violoncelles - durée 14 min 58 s
- 2003 : Ashem pour sons fixés, 7 pistes + 1 – durée 25 min
- 2004 : Speed, pour trompette - durée 4 min
- 2004 : Batro, pour violon et violoncelle - durée 10 min
- 2004 : Petit Batro, pour violon et violoncelle - durée 6 min
- 2005 : Instantanées, pièces pédagogiques pour divers instruments : flûte, traverso, clarinette, saxophone, hautbois, trompette, cor, trombone, tuba, piano, orgue, voix seule, voix et piano, percussions, guitare, harpe, vn. va. violoncelle, contrebasse
- 2006 : Cendre, pour mezzo-soprano, saxo, trompette, cor, trombone, échantillonneur et 4 cordes - durée 18 min
- 2007 : Hétérotopologie pour soprano baryton violon clavier 5 micros et 4 haut-parleurs table de mixage 5 entrée minimum
- 2011 : Instantanée pour violoncelle et piano
- 2013 : Der Geier pour voix de femme alto à cordes sons fixés et table de mixage 8 pistes - durée 10 min
- 2013 : Le bestiaire des particuliers pour voix et quatuor à cordes
- 2013 : NGC602 Quartet - durée 9 min 56 s
- 2013 : Pré-NGC602 pour violon - durée 2 min 10 s
- 2014 : Gematria pour flûte - durée 7 min 42 s

## Œuvre critique
Paul Méfano est l'exemple d'un compositeur inclassable et difficilement appréhendable par la critique, bien que nettement issu de la musique post-sérielle. D'Incidence pour orchestre (1960) à Speed pour trompette (2000), son écriture a évolué vers des univers détempérés, tendant vers les seuils indicibles du subconscient. Fondateur de l'Ensemble 2e2m (1972), et chef d'orchestre, il a  participé activement à la vie musicale, à la découverte et au soutien de nombreux compositeurs comme Jean Barraqué, Brian Ferneyhough, Franco Donatoni, Luigi Nono, Aldo Clementi, Philippe Boesmans, Morton Feldman, Edison Denisov, John Cage... et, dans la jeune génération, Stéphane de Gérando, Laurent Martin, Thierry Blondeau, Marc André, Michael Finnissy, James Dillon, Bruce Mather, Claude Lefebvre. 
Paul Méfano a créé une ouverture vers la Chine, l'Arménie, Israël, le Japon, le monde arabe, redécouvrant par ailleurs des personnalités comme Charles-Valentin Alkan, et les compositeurs tchèques déportés à Terezienstadt en 1940. Responsable d'une classe de composition et d'orchestration au CNSMDP, il a eu une influence principalement incitative et déstabilisatrice, en refusant les modes passagères.